# Bahnhof Mannheim-Rheinau
Der Bahnhof Mannheim-Rheinau ist ein Durchgangsbahnhof im Mannheimer Stadtteil Rheinau. Der Bahnhof besitzt zwei Bahnsteiggleise und wird im Personenverkehr ausschließlich von der S-Bahn-Linie S9 der S-Bahn Rhein-Neckar bedient. Der Bahnhof verfügt außerdem über umfangreiche Gleisanlagen für den Güterverkehr. Diese dienen der Anbindung des Rheinauhafens.

## Geschichte
Mit der Eröffnung der Strecke Mannheim–Schwetzingen–Graben-Neudorf–Eggenstein–Karlsruhe am 4. August 1870 wurde der Bahnhof Mannheim-Rheinau eröffnet. Bauherrin der Strecke und des Bahnhofs waren die Großherzoglich Badischen Staatseisenbahnen.
Am 1. Oktober 1905 eröffneten die Badischen Staatseisenbahnen eine eingleisige, nicht elektrifizierte Stichbahn als Abzweig von der Hauptstrecke Mannheim–Karlsruhe auf Grundlage eines badischen Gesetzes von 1902, zunächst nur bis Brühl. Auf Grundlage eines weiteren Gesetzes von 1910 wurde die Strecke 1912 bis nach Ketsch verlängert.
In den 1950er Jahren wurde die Bahnstrecke Mannheim–Rastatt elektrifiziert.
Zum 25. September 1966 wurde die Strecke Mannheim-Rheinau–Ketsch stillgelegt. Bis zur Jahrtausendwende wurden die Gleise zum größten Teil abgebaut und die Strecke komplett stillgelegt.
Am 31. Oktober 2016 erfolgte in Mannheim-Rheinau der feierliche Spatenstich für die Modernisierung der Verkehrsstationen an der Bahnstrecke Mannheim–Karlsruhe im Zuge der zweiten Ausbaustufe der S-Bahn Rhein-Neckar auf Grundlage des Kooperationsvertrages über die S-Bahn-gerechte Modernisierung der Eisenbahninfrastruktur für die 2. Baustufe der S-Bahn Rhein-Neckar vom 19. Juni 2008 und der Planungsvereinbarung für diesen Streckenabschnitt vom 25. Juni 2009. In Mannheim-Rheinau wurden hierbei für rund 4,2 Millionen Euro zuzüglich Planungskosten (gesamt rund 6,25 Millionen Euro) die bestehenden Bahnsteige abgebrochen und als 210 m lange, 76 cm hohe Bahnsteige neu aufgebaut und Aufzüge zur Personenunterführung errichtet. Eine Wand einer Rampe der Personenunterführung wurde von Schülern aus Rheinauer Schulen im Rahmen eines Graffiti-Workshops im Juni 2019 gestaltet.
Am 15. Mai 2017 folgte der Spatenstich für den Umbau des Bahnhofsvorplatzes samt der Straßenbahnhaltestelle und dem Neubau eines Gleichrichterunterwerks. So wurde dort ab dem 11. September 2017 die alte Wendeschleife entfernt. Der Umbau der Straßenbahnhaltestelle kostete die MV Mannheimer Verkehr GmbH 8,17 Millionen Euro, wovon rund 2,9 Millionen Euro über das Landesgemeindeverkehrsfinanzierungsgesetz finanziert wurden. Ab dem 20. April 2018 wurde die Haltestelle wieder regulär von den Straßenbahnen angefahren. Die restlichen Bauarbeiten dauerten noch bis August 2018.

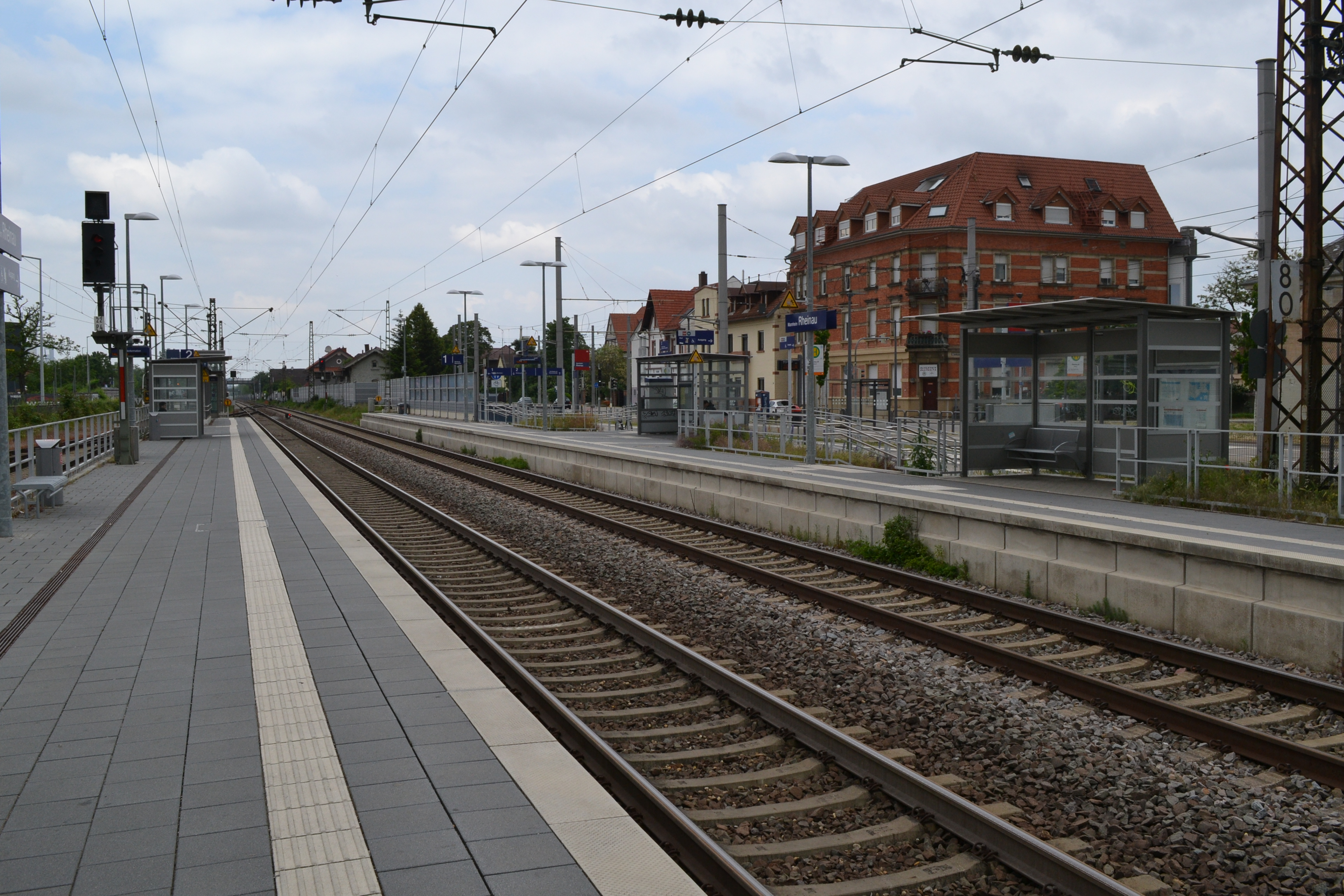
Der Bahnhof nach dem Umbau

Beide Baumaßnahmen zusammen kosteten etwa 14,5 Millionen Euro, wovon die Stadt Mannheim samt Tochtergesellschaften etwa 7,7 Millionen Euro zahlen musste. Zuvor inmitten der Straßenbahnwendeschleife und nun zwischen Bushaltestelle und P+R-Parkplatz befindet sich ein denkmalgeschützter Hochbunker aus dem Zweiten Weltkrieg, der zum 1. Januar 2014 durch die MVV Verkehr GmbH von der DB Netz AG erworben wurde, den alle Beteiligten gerne abreißen würden. Am 12. Juli 2019 fand schließlich die offizielle Einweihung des „Kompaktbahnhofes“ statt. Zum Umsteigen zwischen DB-Bahnsteig 1 und Straßenbahnhaltestelle müssen Fahrgäste keine Straße mehr queren, während zuvor die ÖPNV-Haltestellen inmitten eines Schnellstraßenzubringers lagen. Zum Umsteigen zwischen Bus und Straßenbahn mussten Fahrgäste zuvor eine MIV-Fahrbahn ohne Querungshilfe queren; nun halten Busse und Straßenbahnen teilweise am selben Steig gegenüber.

## Gleisanlagen
Der Bahnhof Mannheim-Rheinau besitzt nach dem Umbau statt drei Bahnsteiggleisen nur noch zwei barrierefreie Bahnsteige. Das Gleis 2 kann nur durch eine Personenunterführung mittels Treppen bzw. einer Rampe und einem Aufzug erreicht werden.
Im Bahnhof befindet sich ein Gleisanschluss der Staatlichen Rhein-Neckar-Hafengesellschaft Mannheim (HGM) zum Rheinauhafen.

## Verkehr
| Linie | Verlauf | Takt                                                              |
| ----- | --- | ----------------------------------------------------------------- |
| S 9   | Karlsruhe Hbf – Karlsruhe-Hagsfeld – Blankenloch – Friedrichstal (Baden) – Graben-Neudorf – Wiesental – Waghäusel – Neulußheim – Hockenheim – Oftersheim – Schwetzingen – Mannheim-Rheinau – Mannheim-Neckarau – Mannheim Hbf – Mannheim-Handelshafen – Mannheim-Neckarstadt – Mannheim-Luzenberg – Mannheim-Waldhof – Lampertheim – Bürstadt – Bobstadt – Biblis – Groß Rohrheim Stand: Fahrplanwechsel Dezember 2021 | 60 min 30 min (Karlsruhe–Graben zur HVZ) 30 min (Graben–Mannheim) |

## Anbindung an den städtischen Nahverkehr
Direkt vor dem Bahnhof Mannheim-Rheinau befindet sich die Wendeschleife der Mannheimer Straßenbahn mit der Endhaltestelle Rheinau Bahnhof, an welcher sowohl die Straßenbahnlinien 1 und 8 als auch die Buslinien 47 und 48 halten und den Bahnhof mit verschiedenen Mannheimer Stadtteilen verbinden. Die Haltestellen der Buslinien 710 und 711 nach Brühl, Ketsch und Schwetzingen liegen auf der anderen Seite der Bahnstrecke an der Rhenaniastraße und sind durch die genannte Personenunterführung erreichbar, wobei die Barrierefreiheit durch Rampen sichergestellt ist.